# Партія молодих друзів небесного шляху
Партія молодих друзів небесного шляху (кор. 조선천도교청우당) — одна з трьох офіційних політичних партій в КНДР.

## Історія
Заснована 8 лютого 1946 року. До кінця 1947 року в її складі було близько 200 тисяч членів. Спочатку партія вважалася незалежною організацією, але підтримувала постійні контакти з керівництвом секти Чхондогьо, прихильників якої вона поєднувала. Очолював партію Кім Даль Хьон. Керівництво партії орієнтувалося на режим Лі Син Мана і вкрай негативно ставилося до Півночі. 29 січня 1948 року на нараді керівництва секти в Сеулі було прийнято рішення організувати в Пхеньяні 1 березня, в річницю антияпонського повстання в 1919 році, антикомуністичний виступ. В результаті розкриття змови багато керівників партії були арештовані. Кім Даль Хьон, що не підтримав виступ, зберіг за собою посаду її керівника.
Після подій березня 1948 року ряд антикомуністично налаштованих активістів партії Чхон'удан створили нелегальну організацію «Рьон'ухве» («Товариство друзів добрих духів»). Товариство займалося не тільки пропагандою, а й терористичними операціями проти нової влади. Особливо активною стала боротьба після початку Корейської війни, влітку і восени 1950 року. Наприклад, тільки в повіті Чун'хва провінції Пхьонан-Намдо, в якому місцева організація «Рен'ухве» користувалася великим впливом і відрізнялася особливою войовничістю, бойовиками було проведено 4 викрадення зброї та військової форми, 5 нападів на поліціянтів або солдатів і офіцерів КНА, а також наліт на повітовий призовний пункт. У жовтні 1950 року, під час наступу на цей район американських військ, бойовики «Рьон'ухве» здійснили нальоти на військові склади та урядові установи й надали підтримку наступаючим. Офіційні структури партії Чхон'удан в ході війни намагалися продемонструвати новому режимові свою корисність. При цьому багато хто з членів партії емігрували на Південь, чисельність партії сильно зменшилася.
Близько 1954 року було припинено виплату державних дотацій партії Чхон'удан. Основні доходи партії давала партійна друкарня і майстерня. У серпні 1956 року завідувач організаційного відділу партії Чхон'удан Пак Сін Док назвав наступні цифри чисельності партії: влітку 1956 року в партії Чхон'удан було 1742 члени (на 50 осіб менше, ніж минулого року), а число прихильників релігії Чхондогьо Пак Сін Док оцінював в 6-10 тисяч осіб.
У ході посилення політичного режиму КНДР в 1958 році керівництво партії зазнало арештів. На виборах 16 березня 1959 року, вперше за всю історію існування КНДР, кандидати від Демократичної партії і партії Чхон'удан не висувалися.

## Сьогодення
Нині повністю підконтрольна ТПК. Згідно з офіційним сайтом КНДР, партія складається головним чином з селян — послідовників релігії Чхондогьо. Вона поставила собі за мету виступати проти «агресії і кабали імперіалізму», за національну самостійність, брати участь у справі будівництва багатої і сильної демократичної держави на основі патріотичної ідеї «служіння Батьківщині й заспокоєння народу» і «відсічі агресії Заходу і Японії».
Партія ставить перед собою завдання «будівництва щасливого краю для народних мас, де всі члени суспільства живуть у злагоді і згуртовані, де є високорозвинена самостійна національна економіка і процвітає національна культура».
Чисельність партії 10 тис. членів (2002). Голова ЦК партії — Рю Мі Йон (2006).